# Hercostomus vockerothi
Hercostomus vockerothi är en tvåvingeart som beskrevs av Assis-fonseca 1976. Hercostomus vockerothi ingår i släktet Hercostomus och familjen styltflugor. Inga underarter finns listade i Catalogue of Life.